# Michel-Pascal Creuzé-Dufresne
Pour les autres membres de la famille, voir Famille Creuzé.
Michel-Pascal Creuzé-Dufresne, né le 1er avril 1736 à Poitiers, mort le 27 floréal an XII (le 17 mai 1804) dans la même ville, est un homme politique de la Révolution française.  
Il est député à la Convention nationale puis au Conseil des Anciens entre 1792 et 1797.  

## Biographie
Sous l'Ancien régime, Michel-Pascal Creuzé-Dufresne est greffier en chef au bureau des finances de la généralité de Poitiers.  

### Mandat à la Convention
La monarchie constitutionnelle, mise en application de la constitution du 3 septembre 1791, prend fin à l'issue de la journée du 10 août 1792, prend fin à l'issue de la journée du 10 août 1792 : les bataillons de fédérés bretons et marseillais et les insurgés des faubourgs de Paris prennent le palais des Tuileries : Louis XVI est suspendu et incarcéré avec sa famille à la tour du Temple.   
En septembre 1792, Michel-Pascal Creuzé-Dufresne est élu député du département de la Vienne, le huitième et dernier, à la Convention nationale. Il est y surnommé « Creuzé-Pascal » pour être différencié de son collègue et homonyme Jacques-Antoine Creuzé-Latouche (député de la Vienne).   

Il siège sur les bancs de la Plaine. Lors du procès de Louis XVI, il se prononce en faveur de l'appel au peuple et du sursis à l'exécution de la peine, et déclare, lors du troisième appel nominal, relatif à la peine à infliger :   
Je ne suis pas juge. Je vote simplement pour la réclusion pendant la guerre et le bannissement à la paix.   
Le 13 avril 1793, il vote en faveur de la mise en accusation de Jean-Paul Marat. Le 28 mai, il est absent lors du scrutin sur le rétablissement de la Commission des Douze.  
Le 10 mai, Michel-Pascal Creuzé-Dufresne est en effet envoyé en mission, aux côtés d'Antoine Thibaudeau (député de la Vienne) près l'armée des côtes de la Rochelle. Il est rappelé à la Convention le 20 juin.   
Le 29 vendémiaire an III (le 20 octobre 1794), il est envoyé en mission au port du Havre « pour y faire [...] l'essai des moyens qu'il a proposé d'employer pour contribuer à vaincre les forces navales ennemies de la République ».  

### Mandat aux Anciens
Sous le Directoire, en vendémiaire an IV (octobre 1795), Michel-Pascal Creuzé-Dufresne est réélu député et siège au Conseil des Anciens. Il est tiré au sort pour quitter le Conseil le 1er prairial an V (le 20 mai 1797).   
Le 1er floréal an V (le 20 avril 1797), il est élu secrétaire, aux côtés de Jean-André Barrot, de Florent-Guiot et de Jacques Guermeur, sous la présidence d'Edme-Bonaventure Courtois. Il n'exerce plus de mandats après celui-ci.   

## Sources
- « Michel-Pascal Creuzé-Dufresne », dans Adolphe Robert et Gaston Cougny, Dictionnaire des parlementaires français, Edgar Bourloton, 1889-1891 [détail de l’édition]